# 塞库瑞塔斯
塞库瑞塔斯（英語：Securitas）古罗马神话职司安全和稳定的女性神祇之一。盛行于罗马帝国时期，其事迹与艺术形象反映于相关古罗马时代的硬币等文物中，具有重要地影响与积极意义。